# Kazia Pelka
Kazia Pelka (ur. 1962 w Dewsbury) – brytyjska aktorka. Jej ojciec jest Polakiem, matka Irlandką.
W 2005 roku otrzymała nagrodę British Soap Awards w kategorii Best Dramatic Performance za rolę w Sprawach rodzinnych.
Jej mężem jest Brian Jordan, ma córkę Theodorę (ur. 2000).

## Filmografia
filmy
- 1988 – Parszywa dwunastka 4 (The Dirty Dozen: The Fatal Mission jako brytyjska prostytutka
- 2011 – William & Catherine: A Royal Romance jako Carole Middleton
- 2020 – Body of Water jako Annette

seriale
- 1992–1993 – Brookside jako prostytutka Anna Wolska
- 1995–2001 – Bicie serca (Heartbeat) jako pielęgniarka Maggie Bolton
- 2003–2005 – Sprawy rodzinne (Family Affairs) jako Chrissy Costello
- 2006–2007 – The Bill jako Georgia Hobbs
- 2015 – Na końcu świata (World’s End) jako Lena Winters
- 2019 – Morderstwa w Midsomer jako Tanya Brzezinski
- 2021–2022 – Before We Die jako Dubravka Mimica